# J. D. Walton
(en) Statistiques sur pro-football-reference
Justin Daniel Walton dit J. D. Walton (né le 24 mars 1987 à Lawton) est un joueur américain de football américain. Il joue actuellement avec les Giants de New York.

## Enfance
Walton évolue à la Allen High School au Texas où il fait partie des meilleurs joueurs du district et de l'État. Lors de ces années, il a pour coéquipier le quarterback Casey Dick. Le site de recrutement Rivals.com le classe deux étoiles.

## Carrière

### Université
En 2005, il entre à l'université d'État de l'Arizona mais il décide d'être transféré à l'université Baylor. Du fait de ce transfert, la NCAA l'empêche de jouer la saison 2006 avec Baylor. Il commence à jouer en 2007 avec les Bears. Il fait le plus grand nombre de snaps de l'université avec 911. En 2008, il reçoit une mention honorable de la conférence All-Big 12.
Pour sa dernière saison à Baylor, il est candidat aux Outland Trophy et Rimington Trophy ; il ne remporte aucun de ces deux trophées, étant finaliste pour le dernier avec Maurkice Pouncey qui le remporte. L'Associated Press le nomme All-American, devenant le premier centre de l'histoire de l'université de Baylor à recevoir cette distinction depuis Aubrey Schulz en 1974. Il est invité au Senior Bowl.

### Professionnel
Avant le draft, Walton est qualifié du meilleur centre présent dans la liste du draft par l'analyste d'ESPN Mel Kiper. Il est d'ailleurs comparé à Jake Grove.
J. D. Walton est sélectionné au troisième tour du draft de la NFL de 2010 par les Broncos de Denver comme quatre-vingtième choix. Il est le second centre à être sélectionné lors de ce draft après Maurkice Pouncey, qui l'avait battu en finale du Rimington Trophy. Il signe le 17 juin un contrat de quatre ans avec les Broncos. Pour sa première saison (rookie), il est le centre titulaire des Broncos, débutant tous les matchs de la saison 2010 pour la franchise du Colorado. Le 30 septembre 2012, il est placé sur la liste des blessés après un match contre les Raiders d'Oakland. Walton est coupé le 17 décembre 2013.
Le lendemain de sa libération, il signe avec les Redskins de Washington.